# Zwartboek
Zwartboek (conocida como El libro negro en España, Colombia y Argentina, Black book. La lista negra en México y Colombia) es una película de 2006 dirigida por Paul Verhoeven y protagonizada por Carice van Houten, Sebastian Koch y Thom Hoffman. El largometraje, un drama bélico de intriga, cuenta cómo una joven cantante judía se une a la resistencia holandesa durante la Segunda Guerra Mundial y se infiltra en el cuartel general nazi seduciendo a un oficial alemán.
Se estrenó el 1 de septiembre de 2006 en el Festival de Cine de Venecia.
Al momento del estreno, fue el filme holandés más costoso de la historia, así como el de mayor éxito cinematográfico y comercial de Holanda. En el 2008 el público votó como la mejor película de la historia los Países Bajos.

## Argumento
La película transcurre en los Países Bajos en el año 1944, que se encuentra ocupada por el ejército alemán. Rachel Stein (Carice van Houten), una cantante judía que vivió en Berlín antes de la guerra, vive escondida en la casa de una familia holandesa para evadir las medidas de persecución del nazismo. Mientras Rachel está fuera de la casa, la misma es destruida junto con sus habitantes al caer una bomba de un maltrecho bombardero B-17 estadounidense. Con la ayuda del joven Rob Maalderink (Michiel Huisman), Rachel consigue llegar a la ciudad de La Haya y se reúne con sus padres y su hermano Max (Seth Kamphuijs), quienes también estaban en la clandestinidad y junto con otros judíos tratan de huir en barco hacia la parte liberada del sur del país a través de la región de Biesbosch, pero caen en una emboscada de los SS alemanes y todos mueren ametrallados, salvo Rachel que se lanza al río y es rescatada por un granjero quien avisa a la resistencia. Rachel asume el alias Ellis de Vries con una cédula de identidad falsa proporcionada por los partisanos.
Rachel se incorpora activamente a la célula de la resistencia holandesa en La Haya, se tiñe el pelo de rubio y mandada por esta seduce al Hauptsturmführer (capitán), de la SD Ludwig Müntze (Sebastian Koch), quien pese a darse cuenta de que ella es judía le ofrece que trabaje en la sede de la Gestapo en La Haya. Allí encuentra al Obersturmführer (teniente), Günther Franken (Waldemar Kobus), como oficial al mando de las SS y lo reconoce como el oficial que comandaba a los alemanes en la emboscada del río donde murió su familia. Siempre por encargo de la resistencia, ella logra poner un sistema de escucha en su oficina, detrás del retrato de Heinrich Himmler. Rachel se enamora de Müntze, que en contraste con Franken no es abusivo ni sádico, y también comienza una amistad con su colega holandesa Ronnie (Halina Reijn), que ha aceptado trabajar como secretaria para los alemanes y tener sexo con ellos para no sufrir privaciones. Ella, al parecer, no reacciona ante la brutalidad de los nazis hacia sus compatriotas y solo se preocupa de su bienestar.
Una vez que Rachel identificó a Van Gein (Peter Blok), el holandés que colaboró con los alemanes y entregó a la familia de Rachel causándole su muerte, la resistencia debate si debe matarlo. Su líder Gerben Kuipers (Derek de Lint), decide no hacerlo para evitar represalias contra civiles, y contra algunos colegas detenidos en la sede de la Gestapo, incluido Tim (Ronald Armbrust), el hijo de Kuipers, pero algunos de ellos ignoran la orden y tratan de secuestrar a Van Gein usando un cloroformo caducado, pero al no lograrlo lo matan y éste cae al río. Los alemanes al enterarse del homicidio de su colaborador, deciden ejecutar como represalia a 40 civiles holandeses, pero Müntze, que sabe que falta poco para que lleguen los aliados, se niega. Tiene un incidente con Franken y al descubrirse que negociaba con la resistencia pese a las órdenes en contrario, es condenado a muerte por traición.
La célula de la resistencia planea el rescate de los miembros del grupo que están en la cárcel, próximos a ser ejecutados, pero necesitan la ayuda de Rachel; ella solo accede cuando se comprometen a incluir a Müntze entre los presos a rescatar. Cuando ingresan a las celdas, los alemanes los están esperando, los matan y solo uno de ellos escapa, Hans Akkermans (Thom Hoffman).
Franken, que conocía el sistema de escucha mediante una delación, hace creer al grupo de resistencia que Rachel es una colaboracionista y culpable del fracaso de la operación de rescate en el cuartel de la Gestapo. Rachel es detenida y aguarda en la celda con Müntze su fusilamiento; sin embargo, con la ayuda de Ronnie, escapan y se esconden en el campo hasta que escuchan por la radio la rendición de Alemania.
Cuando el país es liberado por los aliados, Rachel es nuevamente encarcelada, ahora por los holandeses y humillada públicamente como traidora, mientras que los alemanes obtienen de los aliados que se cumpla la sentencia de ejecución contra Müntze quien es fusilado por el Obergruppenführer (general), alemán Käutner (Christian Berkel), a través de una orden de ocupación aliada que honraba las sentencias de muerte alemanas.
Akkermans, médico y miembro importante de la célula de la resistencia de Kuipers, saca a Rachel de la cárcel holandesa en el momento que era golpeada y humillada por los guardias de la prisión.
Rachel sospecha que el notario Wim Smaal (Dolf Vries), integrante de la célula de la resistencia era en realidad un colaboracionista pero este mismo es asesinado junto con su esposa (Diana Dobbelman), por lo que ella huye del lugar llevando consigo el libro negro que el notario le había entregado para demostrar su inocencia y que al mismo tiempo inculpaba al verdadero traidor, Hans Akkermans. 

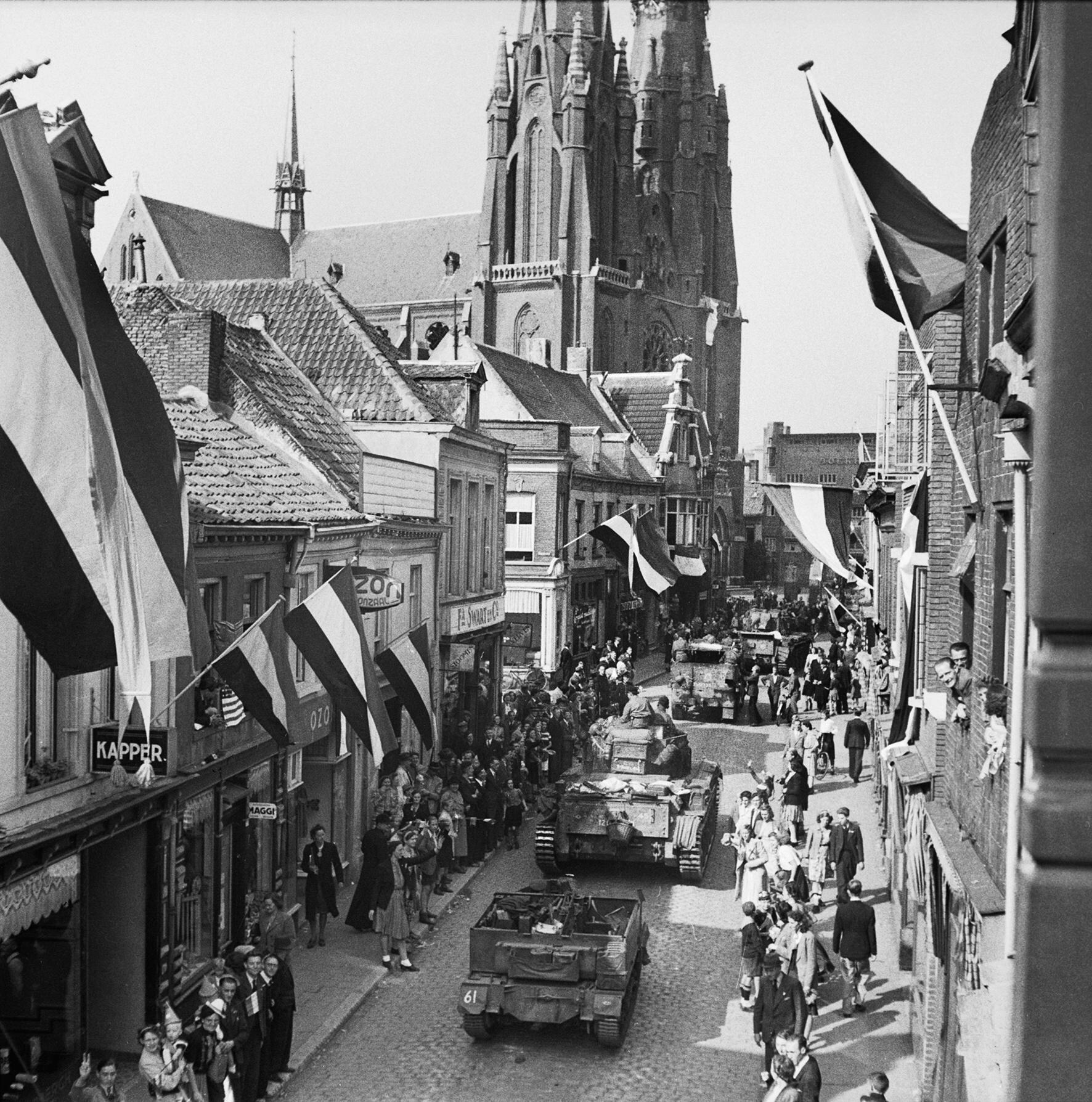
Gente en Eindhoven observando a las fuerzas aliadas entrar en la ciudad después de su liberación, similar a la representación de la liberación en el Libro Negro

Mientras tanto, Akkermans asesina a Franken cuando trataba de huir a Hamburgo por mar con un fabuloso botín de joyas robadas a los judíos y después rescata a Rachel de prisión, e intenta, sin éxito, matarla inyectándole insulina, ya que es la única persona que puede descubrirlo, pero ella logra escapar tomando chocolate para recuperar niveles normales de glucemia y demostrar con el libro negro su inocencia al líder de la resistencia Kuipers, mientras éste encontraba el cadáver de su hijo asesinado por los nazis. Ella le explica que Akkermans había colaborado con Franken en la matanza de judíos, para quedarse con sus bienes y que al mismo tiempo había traicionado a los de la resistencia. Juntos interceptan a Akkermans que huía a Bélgica escondido en un ataúd con el dinero y las joyas y lo dejan encerrado en el mismo ataúd hasta que muere.

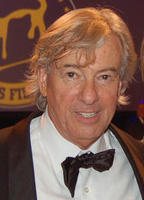
Paul Verhoeven, director

Ronnie por su parte, evita toda sanción por su conducta de colaboracionista con los nazis ya que se casa con George (Skip Goeree), un soldado canadiense de las fuerzas aliadas y quien posteriormente se convertiría en ministro religioso. 
Algunos años después, por casualidad, Ronnie que está como turista en Israel encuentra a Rachel que trabaja allí en la escuela de un kibutz financiado con el dinero y las joyas que llevaba Akkermans y prometen escribirse. En la escena final la tranquilidad de Rachel y su familia es interrumpida por explosiones escuchadas en la distancia; la sirena anuncia un ataque aéreo y los soldados israelíes toman posiciones en la parte delantera del kibutz. Es octubre de 1956 y la Crisis de Suez ha comenzado...

## Reparto

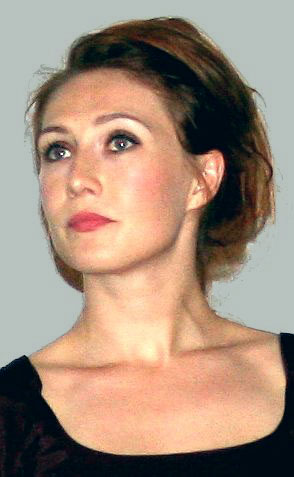
Carice van Houten

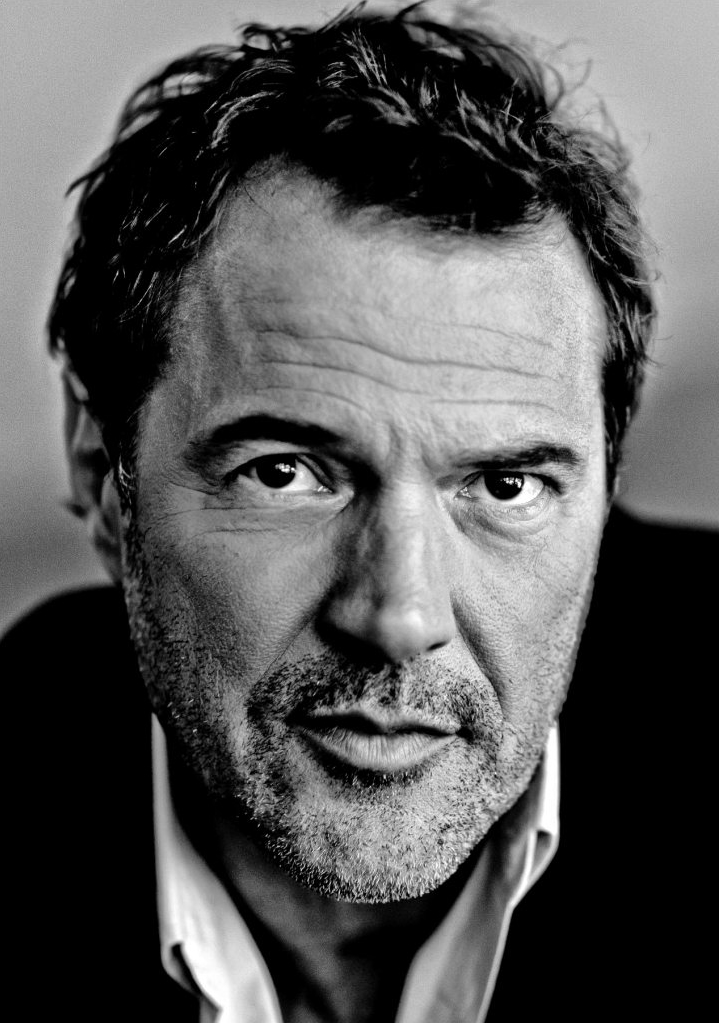
Sebastian Koch

- Carice van Houten como Rachel Stein, alias Ellis de Vries.
- Sebastian Koch como Ludwig Müntze.
- Thom Hoffman como Hans Akkermans.
- Halina Reijn como Ronnie.
- Waldemar Kobus como Günther Franken.
- Derek de Lint como Gerben Kuipers.
- Christian Berkel como el general Käutner, superior de Franken y Müntze en la SD.
- Dolf de Vries como el notario Wim Smaal, que hace el Libro Negro.
- Peter Blok como Van Gein, policía que traiciona a las personas que quieren escapar de territorio ocupado.
- Michiel Huisman como Rob, joven que ayuda a Rachel Stein.
- Ronald Armbrust como Tim Kuipers miembro de la resistencia, hijo de Gerben Kuipers.
- Frank Lammers como Kees, miembro de la resistencia.
- Matthias Schoenaerts como Joop, miembro de la resistencia.
- Johnny de Mol como Theo, devoto cristiano y miembro de la resistencia.
- Xander Straat como Maarten, miembro de la resistencia.
- Diana Dobbelman como la Sra. Smaal
- Skip Goeree como George, soldado canadiense / esposo de Ronnie.

## Crítica
La película muestra que durante la ocupación alemana la actitud de la población holandesa con respecto a la persecución a los judíos no era uniforme. Mientras algunos arriesgaban su vida para ayudarles, otros eran indiferentes o tenían actitudes antisemitas o, incluso, se convertían en cómplices de esa persecución. 
También muestra que tampoco del lado alemán las actitudes eran uniformes, pues no todos compartían la persecución antisemita y los actos de brutalidad, y algunos se preocupaban más de su futuro bienestar que de la marcha de la guerra.

## Premios
| Año  | Premio                           | Categoría                                           | Resultado |
| ---- | -------------------------------- | --------------------------------------------------- | --------- |
| 2006 | Festival de Cine de Venecia      | León de Oro                                         | Nominada  |
| 2006 | Festival de Cine de Venecia      | Premio Cine Joven a la mejor película internacional | Ganadora  |
| 2006 | Festival de Cine de Holanda      | Mejor película                                      | Ganadora  |
| 2006 | Festival de Cine de Holanda      | Mejor director                                      | Ganadora  |
| 2006 | Festival de Cine de Holanda      | Mejor actriz (Carice van Houten)                    | Ganadora  |
| 2006 | Festival de Cine de Holanda      | Mejor actriz secundaria (Halina Reijn)              | Nominada  |
| 2007 | London Critics Circle Film       | Película extranjera del año                         | Nominada  |
| 2007 | Premios BAFTA                    | Mejor película extranjera                           | Nominada  |
| 2007 | British Independent Film Awards  | Mejor película extranjera                           | Nominada  |
| 2007 | Premios del Cine Europeo         | Mejor actriz (Carice van Houten)                    | Nominada  |
| 2007 | Premios del Cine Europeo         | Premio de la audiencia a la mejor película          | Nominada  |
| 2007 | Austin Film Critics Association  | Mejor película extranjera                           | Ganadora  |
| 2007 | Chicago Film Critics Association | Mejor película extranjera                           | Nominada  |
| 2007 | Chicago Film Critics Association | Intérprete más prometedor (Carice van Houten)       | Nominada  |
| 2007 | Premios Rembrandt                | Mejor película                                      | Ganadora  |
| 2007 | Premios Rembrandt                | Mejor actriz holandesa (Carice van Houten)          | Ganadora  |
| 2008 | Premios Rembrandt                | Mejor edición en DVD                                | Ganadora  |
| 2008 | Online Film Critics Society      | Breakthrough Performer (Carice van Houten)          | Nominada  |
| 2008 | Film Critics Circle of Australia | Mejor película extranjera                           | Nominada  |
| 2008 | Premios del Cine Alemán          | Mejor actriz (Carice van Houten)                    | Nominada  |
| 2008 | Premios del Cine Alemán          | Mejor vestuario (Jan Tax)                           | Nominada  |
| 2008 | Premios Saturn                   | Mejor película internacional                        | Nominada  |
| 2008 | Premios Saturn                   | Mejor actriz (Carice van Houten)                    | Nominada  |